# Adam Setliff
Adam Setliff (El Dorado, 15 dicembre 1969) è un ex discobolo statunitense.

## Biografia
Accreditato di un primato personale di 68,94 metri, ottenuto nel 2001 ad Atascadero, in carriera è stato 3 volte campione nazionale statunitense nel lancio del disco.
Sempre nel 2001 riuscì a lanciare fino a 69,44 metri, durante un meeting a La Jolla, ma il risultato non venne omologato dalla IAAF a causa di un declivio del settore.
Ha preso parte a due edizioni dei giochi olimpici ad Atlanta 1996 e Sydney 2000, dove è stato in entrambi i casi finalista.

## Palmarès
| Anno | Manifestazione | Sede     | Evento           | Risultato | Misura  | Note |
| ---- | -------------- | -------- | ---------------- | --------- | ------- | ---- |
| 1993 | Universiadi    | Buffalo  | Lancio del disco | 7º        | 58,84 m |      |
| 1996 | Olimpiadi      | Atlanta  | Lancio del disco | 12º       | 56,30 m |      |
| 1997 | Mondiali       | Atene    | Lancio del disco | 7º        | 63,44 m |      |
| 2000 | Olimpiadi      | Sydney   | Lancio del disco | 5º        | 66,02 m |      |
| 2001 | Mondiali       | Edmonton | Lancio del disco | 5º        | 66,55 m |      |